# 集美工業學校
集美工業學校，簡稱集美工校，是一所位於廈門市集美區的公立中等專業學校（類似於台灣的技術型高級中等學校），由集美輕工業學校、福建化工學校於2016年7月合併設立，辦學歷史可追溯到華僑領袖陳嘉庚在民國九年（1920年）創辦的福建私立集美學校（商科部），是「集美學村」家族成員。1956年—2000年，歸屬福建省輕工業廳；2002年1月起，改隸福建省教育廳；2008年10月起至今，陸續劃轉廈門市教育局管理。
原集美輕工業學校、福建化工學校為廈門市僅有的兩所「國家級重點中專」、「福建省首批達標中專」，後者亦為「福建省首批改革發展示範校」，因此被視為「強強聯手」。目前，新集美工校擁有多個全國首批示範性重點專業、省級重點建設專業、市級骨幹專業以及國家示範性資源共享共建科研課題專業。

## 歷史沿革

### 福建私立集美學校（商學部）
- 1921年春，華僑領袖陳嘉庚返鄉創辦集美學校，總校名定為「福建私立集美學校」，內轄師範、中實(包括中學、水產與商科)、女師、小學等五部。
- 1927年初，隨著集美學校規模的不斷發展擴大，學校下轄各學部皆改部為校。

### 集美輕工業學校
該校前身是陳嘉庚在民國九年（1920年）創辦的集美學校商科，建校80多年來，學校先後改名為福建私立集美學校商業部、福建私立集美商業學校、福建私立集美聯合學校、福建私立集美高級聯合職業學校、福建私立集美高級商業職業學校、福建私立集美高級商業學校、福建集美財經學校。
- 1937年，集美各校遷往福建省安溪縣辦學，成立「集美聯合中學」。
- 1939年，遷往大田縣，與一道遷往該縣的集美水產學校、集美農業學校合併，改稱「福建私立集美高級職業學校」。
- 1952年，更名為「福建集美財經學校」。
- 1956年，劃歸福建省輕工業廳領導。
- 1959年，福建省輕工業廳主管的福建集美財經學校、廈門紡織工業學校、泉州食品工業學校合併，改稱「福建集美輕工業學校」。
- 1960年，增設大學部，改稱「福建集美輕工業學院」。
- 1962年，「福建集美輕工業學院」停辦，恢復「福建集美輕工業學校」舊稱。
- 1965年，再拆分為「輕工」、「財經」（後併入集美大學）兩校。輕工學校遷往南平，與設在該市的福建造紙工業學校合併，改稱「福建省輕工業學校」。
- 1970年，因文革被迫停辦。
- 1974年，在廈門市杏林區（現集美區）復辦，改稱「福建輕工業學校」。
- 1980年，被評為國家級重點中專學校。
- 1985年，閩政辦（1985）151號文批復，恢復「集美輕工業學校」校名。
- 1987年，改為招收初中畢業生。
- 2002年，划轉福建省教育廳主管。

### 福建化工學校
- 1925年至1937年，黃廷元、楊景文、曹允澤、彭丙卯、許鴻圖等愛國華僑創辦廈門市大同中學。校名源出於《禮記·大同篇》，蘊含孫中山所倡導的「世界大同」之理想，並以「發揚踔厲，振我民族」為辦學宗旨，以「誠信勤樸」為校訓（後改為「勵勤毅誠」）。該校是廈門市最早開辦的中學之一，最早的一批學生包括盧嘉錫（化校校名即由其題寫）、黃克立等人。
- 30年代初，為了增辦高中，學校向海內外募捐，捐助巨款的愛國華僑有曹允澤、胡文虎、許文鼎等，增建允澤樓、文虎樓、文鼎樓、越棠樓四座，形成一組四合院似的建築群，使學校初具規模。在此時期。大陸著名經濟學家童大林自初中畢業並留校工作。
- 1937年，抗日戰爭爆發，學校內遷，初到海澄，繼到南靖辦學。此乃該地有中學之始。
- 1942年，學校整頓校務，擴建校舍，學生數增至300多人，教職工30多人。
- 1945年，廈門光復，學校遷回廈門原址復辦。
- 1949年，粵僑中學、道立中學相繼併入大同中學。
- 1953年，私立大同中學易名為「廈門市第四中學」。
- 1958年，高中部改制為「廈門化工學校」（該校以此作為創校起點）。
- 1966年，因文革被迫停辦。
- 1974年，福建省革命委員會批准恢复「福建化工学校」，並在廈門市杏林區選址重建。

### 集美工業學校
- 2016年，經福建省教育廳、廈門市委編辦批復，原集美輕工業學校、福建化工學校合併為「集美工業學校」，改為隸屬於廈門市教育局。

## 合併緣由
2011年，廈門市做出將集美輕工業學校和福建化工學校合併的決定，希望兩校的整合來實現規模和效益的提升。其涉及下列方面的考量：
- 兩所學校都位於原杏林區，且相距不遠。
- 兩所學校都有過輝煌的過去，譬如說，上個世紀九十年代，能夠考入集美輕工的學生，基本上都是各地中考前十名。但是，隨著行業的萎縮，單一學校已經無法滿足廈門經濟社會對工科類職業技術人才的需求。
- 兩校建設年代較早，佔地面積偏小，實訓場所更是嚴重缺乏。
- 兩校的專業設置也有很多雷同。[4]

## 組織機構

### 教學研究[5]
| - 先進製造產業系 - 智能控制產業系 - 信息工程產業系 - 現代化工產業系 - 現代交通產業系 - 現代服務產業系 - 閩南文化產業系 - 基礎教學系 | - 思政與人文教研室 - 軍事體育教研室 - 教學研究與督導室 | * 實訓中心 |

其中，現代製造、城軌交通、電子信息、藝術設計（文化創意）專業群在福建省內最具特色及品牌影響力；工業分析與檢驗專業為全國首批示範性重點專業；數控技術應用、模具設計與製造、機電技術應用與維護、計算機網絡技術、會計電算化、現代物流管理等6個專業為省級重點建設專業；汽車運用與維修、電子技術應用、市場營銷、電子商務、旅遊服務與管理等5個專業為市級骨幹專業；電子電器應用與維護及物聯網應用技術兩個專業為國家示範性資源共享共建科研課題專業。「制冷和空調設備運用與維修」入選福建省第二批中職組現代學徒制項目。

### 行政處室[5]
| - 綜合辦公室 - 人事財務處 - 教務處 - 學生處 - 總務處 - 招生就業處 - 保衛處 - 科技信息處 |

## 校區

### 一校兩區
集美工業學校在合併初期保持著「一校兩區」的教學模式，即北校區位於原來的集美輕工業學校，南校區則位於原福建化工學校，授課老師需要在兩個校區之間往返。為了解決上述問題，該校在北校區的北部進行征地擴建，其總面積將達到354畝，該整合提升工程亦被列入「2014—2018福建省重大項目」以及「廈門市重點工程」。相關工程將分為兩期，目前新校區已部分啟用，預計2019年全部完工。
當前兩校區分別位於：
- 北校區：廈門市集美區杏前路22號
- 南校區：廈門市集美區杏濱路02號

### 建築風格
由於該校位於集美學村範圍，其建築均採用嘉庚風格，校園建築則按照「誠毅勤美」的校訓進行命名：「誠」系列為教學樓、「毅」系列為實訓樓、「勤」系列為男生公寓樓、「美」系列為女生公寓樓。